# حياة السود مهمة

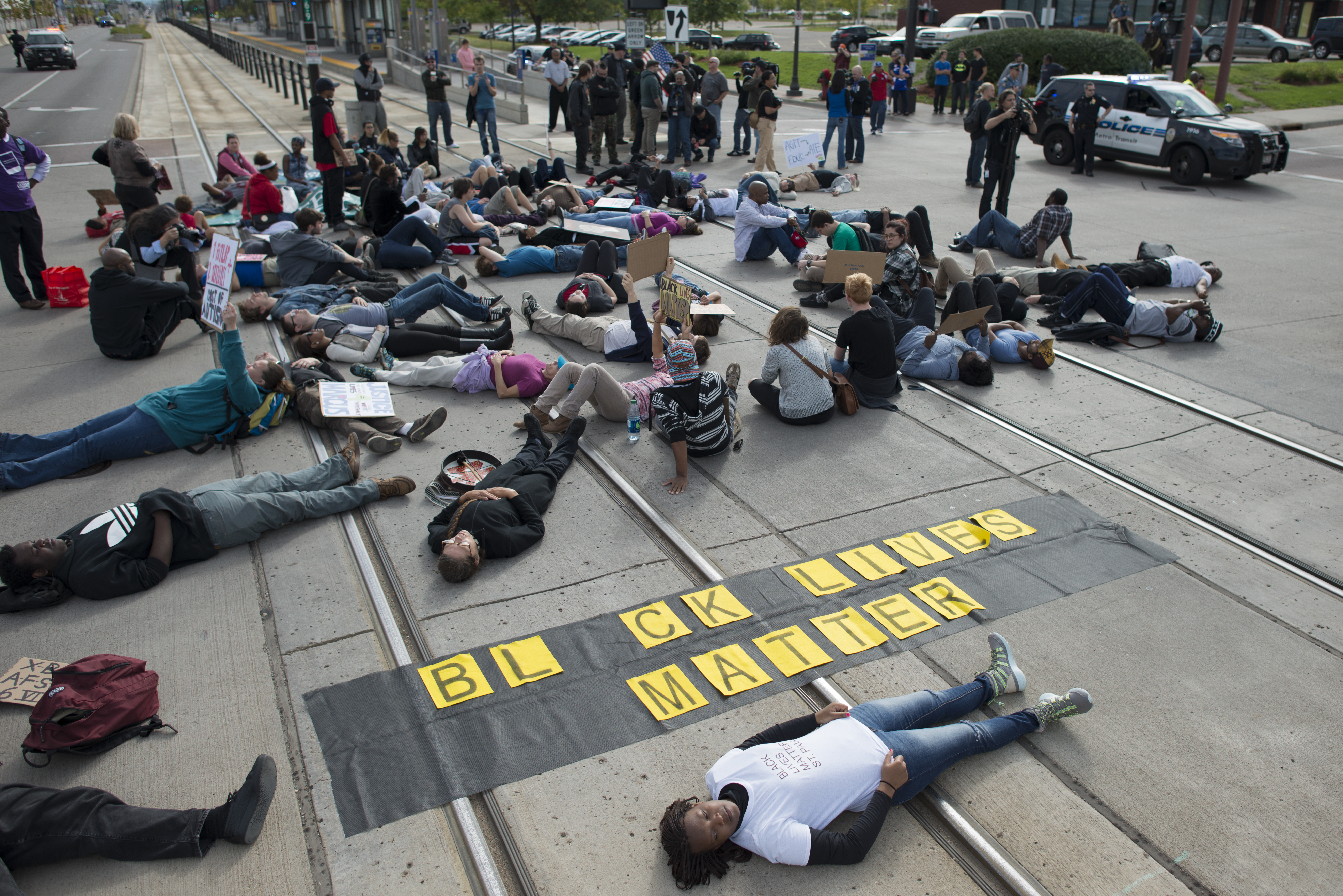
صورة لأحد مظاهرات حركة حياة السود مهمة.

حياة السود مهمة (بالإنجليزية: Black Lives Matter)‏ هي حركة ناشطة نشأت في المجتمع الأمريكي الأفريقي تهدف إلى التخلّص من العنف ضد الأشخاص السود. تنظّم الحركة مظاهراتٍ ضدّ مقتل أفراد من العرق الأسود من قبل ضباط الشرطة بشكل منتظم، بالإضافة إلى مشاكل أخرى تتركز حول التنميط العنصري وعنف الشرطة واللامساواة القائمة على العنصرية في النظام القضائي في الولايات المتحدة.
انطلقت الحملة في عام 2013 عندما انتشر هاشتاغ #BlackLivesMatter في وسائط التواصل الاجتماعي عقب محاكمة جورج زيمرمان (George Zimmerman) في قضية إطلاق الرصاص وقتل الصبي الأمريكي ذو الأصل الأفريقي ترايفون مارتين (Trayvon Martin). وأصبحت الحركة مشهورة على المستوى الوطني بمظاهرات الشوارع عقب مقتل مايكل براون في عام 2014 التي أسفرت عن اضطرابات فيرجسون 2014، ومقتل إريك غارنر في مدينة نيويورك.
منذ احتجاجات فيرغسون، تظاهر أعضاء الحركة ضد مقتل العديد من الأمريكيين الأفارقة الآخرين بسبب استخدام الشرطة للقوّة أو السلاح أو أثناء احتجازهم لدى الشرطة، ففي صيف عام 2015، شارك نشطاء من حركة (حياة السود مهمّة) في الانتخابات الرئاسية الأمريكية لعام 2016. وقام منشئو الهاشتاج والدّاعون إلى المظاهرات (أليسيا غارزا)، (باتريس كولورز)، و (أوبال تومتي)، بتوسيع مشروعهم إلى شبكة وطنيّة تضمّ أكثر من 30 فرعًا محلّيًا بين عامي 2014 و 2016. ومع ذلك، فإنّ حركة «حياة السود» هي شبكة لا مركزية وليس لها تسلسل هرمي رسمي.
كان هناك العديد من ردود الأفعال على حركة (حياة السود مهمّة)، فتباينت الآراء حول الحركة باختلاف العرق، حيث ظهر شعار (كل الحيوات مهمة) كردّ على إنشاء الحركة ولكنها تعرّضت للكثير من الانتقادات بسبب عدم فهم ناشريها لرسالة حركة (حياة السود مهمّة). بعد تعرّض اثنين من أفراد الشرطة في مدينة (فيرغسون) بولاية ميزوري الأمريكيّة لإطلاق نار، تمّ إنشاء هاشتاغ (حياة الزرق مهمّة) (blue lives matter) في إشارة إلى حياة ضباط الشرطة من قبل أنصارهم. لم يوافق بعضُ قادة الحقوق المدنية السودَ على التكتيكات التي استخدمها نشطاء «حياة السود مهمّة».

## التأسيس

### الحركات السابقة
تدّعي حركة (حياة السود مهمّة) أو اختصاراً (BLM) الإلهام من حركة الحقوق المدنية وحركة القوة السوداء، والنسوية السوداء في الثمانينات، وحركة (امنعوا العنصرية ضد الأفارقة)، وحركة مناهضة الفصل العنصري، والهيب هوب، وحركات دعم الميول الجنسية المثلية والصحّحين جنسيّاً، وحركة احتلوا وول ستريت. أشارت عدة منظمات إعلامية إلى (BLM) على أنها «حركة حقوق مدنية جديدة». ولكن يمّيز بعض المتظاهرين أنفسهم عن الجيل القديم من القادة السود مثل (آل شاربتون)، بالنفور من تقاليد الطبقة الوسطى مثل التدخلات الكنسيّة والولاء للحزب الديموقراطي وسياسات الاحترام. فقد قال أستاذ العلوم السياسيّة فريدريك سي هاريس (Frederick C. Harris) أنّ هذا «النموذج الذي يرتكز على مجموعة من القادة» يختلف عن نموذج القيادة الكاريزمية القديمة التي تُميّز منظمات الحقوق المدنية مثل «ائتلاف من أجل قوس قزح» (Rainbow PUSH Coalition) الذي أسسه جيسي جاكسون وشبكة العمل الوطني (National Action Network) التي أسّسها آل شاربتون ((Al Sharpton.

### الحملة عبر الإنترنت
في صيف عام 2013، وبعد تبرئة جورج زيمرمان من تهمة إطلاق النار على ترايفون مارتن والذي تسبّب بمقتله، بدأت الحركة مع هاشتاغ #BlackLivesMatter. شارك في تأسيس الحركة ثلاثة من منظّمات المجتمع السود: أليسيا غارزا، باتريس كولورز، وأوبال تومتي. التقت غارزا بكولورز وتومتي في «المنظمة السوداء للقيادة والكرامة» (BOLD)، وهي منظّمة وطنيّة تدرّب منظمي المجتمع. بدأت فيها كلّ من غارزا وكولورز وتومتي بالتساؤل عن الطريقة التي سيستجيبون بها لما رأوه بأنه استهتار بقيمة الأرواح السوداء بعد تبرئة زيمرمان. كتبت غارزا منشوراً على موقع فيسبوك بعنوان «إشهار بالحب لذوي البشرة السوداء» قالت فيه: «حياتنا مهمة، حياة السود مهمّة»، فردّت كلاردات على المنشور: "#BlackLivesMatter". ثم أضافت توميتي دعمها، وولدت بعدها (حياة السوداء مهمة) كحملة عبر الإنترنت.

### نشاط فيرغسون
نظّم أعضاء حزب العمّال المعارض في شهر آب/ أغسطس من عام 2014، احتجاجهم الوطني الأوّل الذي سُمّي «مسير الحرية لحركة حياة السود مهمة» (بالإنجليزية: Black Lives Matter Freedom Ride)‏ نحو مدينة فيرغسون في ولاية ميسوري وذلك بعد حادثة إطلاق النار على مايكل براون.
غزا حينها أكثر من 500 عضو في حركة (حياة السود مهمة) مدينة فيرغسون للمشاركة في المظاهرات السلميّة. ظهرت يومها الحركة كواحدة من أكثر المجموعات تنظيماً وأكثرها حضوراً في المظاهرات وذلك من بين المجموعات العديدة التي شاركت في فيرغسون، ومنذ ذلك الحين تمّ الاعتراف بها كرمز للحركات الناشئة.
جذبت تلك الأنشطة في شوارع مدينة فيرغسون انتباه عدد من الفلسطينيين الذين قاموا بتوجيه النصائح للمتظاهرين حول كيفيّة التعامل مع الغاز المسيل للدموع. وقد ساعدت هذه النصائح من الفلسطينييّن على لفت انتباه نشطاء حركة (حياة السود مهمة) إلى مدى التشابه بين القوات الإسرائيلية والشرطة الأمريكية، وهو ما سيؤثر في وقت لاحق على كتابة «قسم إسرائيل» في برنامج حركة (حياة السود مهمّة)، والذي صدر في عام 2016.
منذ ذلك الحين، نظمت حركة (BLM) آلاف الاحتجاجات والمظاهرات وتوسّع نطاق الاحتجاجات ليشمل حرم الجامعات الأمريكية، مثل احتجاجات جامعة ميزوري في الفترة من 2015 إلى 2016 .

### شمولية الحركة
اندمجت حركة (حياة السود مهمّة) -على نحوٍ تقليديّ- مع الحركات التي تدعو لحرّيّة السود. فعلى سبيل المثال ينصّ الموقع الإلكتروني للمنظمة على أنّ حركة (حياة السود مهمّة) هي "مساهمة فريدة تتخطى عمليات قتل ذوي البشرة السوداء من قبل الشرطة والحراس خارج نطاق القضاء"، ومع احتواء حياة مثليّي الجنس والمتحولين جنسيّا السود والأشخاص السود ذوي الاحتياجات الخاصة، والسود الذين لا يمكلون أي أوراق ثبوتية، والنساء السوداوات، والسود الذين لديهم سجلات في مراكز الشرطة وجميع السود على طول الطيف الجنساني. "مؤسسّو الحركة الثلاثة هم من النساء وغارزا وكالورز مثليات الجنس. بالإضافة إلى ذلك، فإنّ إلين هيرنز، واحدة من المنظمات المؤسِّسات للشبكة العالميّة، هي امرأة متحوّلة جنسياًّ. تعتقد المؤسِّسَات الثلاث أنّ خلفياتهم مهّدت الطريق لـ Black Lives Matter لتكون حركة متقاطعة. ظهرت العديد من الهاشتاغات على مواقع التواصل الاجتماعي مشتقّة من الهاشتاغ الأساسي الذي أطلقته الحركة كالنساء السوداوات مهمّات #BlackWomenMatter والبنات السوداوات مهمّات #BlackGirlsMatter وحياة مثليّي الجنس السود مهمة #BlackQueerLivesMatter وحياة المتحولين جنسيا السود مهمةّ #BlackTransLivesMatter على موقع الحركة الرسمية على الإنترنت وعبر شبكات التواصل الاجتماعي. أشادت مارسيا شاتيلان، الأستاذة المشاركة في جامعة جورجتاون، بحركة (BLM) لسماحها "للنساء اليافعات مثليات الجنس،" بلعب دور محوريّ هامّ في الحركة.

## الهيكل والتنظيم

### الهيكل الفضفاض
يمكن أن تشير عبارة "Black Lives Matter" إلى هاشتاج على تويتر أو شعار أو حركة اجتماعية أو كونفدرالية فضفاضة للمجموعات التي تنادي بالعدالة العرقية. تعتبر (حياة السود مهمة) حركة لامركزية، وقد أكّد قادتها على أهمّيّة التنظيم المحلّي على القيادة الوطنية. وعلق الناشط (ديري ماكيسون) بأن الحركة «تشمل كلّ من يعلن علناً أنّ حياة السود مهمة ويكرّس وقته وطاقته وفقاً لذلك.» 
في عام 2013، قامت (باتريس كالورز) و (أليشا غارزا) و (أوبال توميتي) بتشكيل شبكة (حياة السود مهمّة)، ووصفت (أليسيا غارزا) الشبكة بأنها منصّة على الإنترنت موجودة لتزويد النشطاء بمجموعة مشتركة من المبادئ والأهداف.
تطلب الحركة في فروعها المحلّيّة الالتزام بقائمة المبادئ التوجيهيّة للمنظّمة، ولكن المنظّمة تعمل دون أي هيكل مركزي أو تسلسل هرمي. وقد علّقت (أليشا غارزا) على ذلك بأن الشبكة لم تكن مهتمة بـ «مراقبة من هو جزء من الحركة ومن هو ليس جزءًا منها». يوجد حاليًا ما لا يقل عن 30 فرعاً لحركة (حياة السود مهمّة) في كلّ من الولايات المتّحدة الأمريكيّة، إنجلترا، كندا، أستراليا وغانا.
أبرز نشطاء حركة (حياة السود مهمّة) إحدى مؤسّسات فرع الحركة في مدينة سياتل بالعاصمة الأمريكية واشنطن (ماريسا جونسون) (Marissa Johnson)، والمحامية ورئيسة فرع الجمعية الوطنية للنهوض بالمُلَوّنين (NAACP) في مدينة منيابولس (نيكيما ليفي باوندس) (Nekima Levy-Pounds) والكاتب (شون كينغ).
وصف الكاتب شون كينغ نفسه -في مقابلة أجراها في شهر أيلول/سبتمبر 2016 مع الإعلاميين (وولتر كاماو بيل) (W. Kamau Bell) و (هاري كوندابولو) (Hari Kondabolu)- بأنّه جزء من حركة «حياة السود مهمة» الداعمة للحريات ولمنظمة «حياة السود مهمة» الرسمية، ولكنّه ليس تابعًا لها.
وقد ساهمت البنية الفضفاضة لحركة (حياة السودة مهمة) في حصول ارتباكٍ في الصحافة وبين النشطاء، حيث أنّ الأفعال أو التصريحات التي تصدر عن فروع الحركة أو عن الأفراد تُنسب أحيانًا إلى منظمة «حياة السود مهمة» ككلّ. وكتب (مات بيرس) (Matt Pearce)، في صحيفة (لوس أنجليس تايمز)، أنّ «الكلمات يمكن أن تتحوّل لصرخة سياسيّة حاشدة ويمكن أن تشير إلى المنظمة النشطة. أو يمكن أن تُستخدم التسمية المطبقة بشكل شيطاني لوصف مجموعة واسعة من الاحتجاجات والمحادثات التي تركز على عدم المساواة العرقية».

## المبادئ التوجيهية
وفقًا لموقع Black Lives Matter على الإنترنت، هناك ثلاثة عشر مبدأً إرشاديًا يجب أن تنطبق على أولئك الذين يختارون المشاركة تحت راية Black Lives Matter من بينها التنوع، والعولمة، والتعاطف، والعدالة التصالحية، والتعاون والتسامح مع مختلف الأعمار.

### حركة (حياة السود مهمّة) على نطاق أوسع
وفي نفس الوقت، ظهرت حركة أوسع نطاقاً تضمّ العديد من المنظمات والناشطين تحت راية «الحياة السوداء مهمة». فعلى سبيل المثال، BLM هي منظمة عضو في حركة (من أجل حياة السود) التي أُنشِئت للاستجابة للعنف المستمرّ والمتزايد بشكل واضح ضدّ المجتمعات السوداء في الولايات المتحدة والعالم. في عام 2015، أطلقت جونيتا إليزي (Johnetta Elzie)، وديراي ماكيسون (DeRay Mckesson)، وبريتاني باكنيت (Brittany Packnett)، وصمويل سينيانج (Samuel Sinyangwe)، حملةً أسموها (الحملة صفر) Campaign Zero))، بهدف تعزيز الإصلاحات السياسية لإنهاء وحشية الشرطة. أصدرت الحملة خطّة من عشر نقاط للإصلاحات في مجال الشرطة، مع توصياتٍ تشمل: إنهاء سياسية الشرطة بتكسير النوافذ broken windows policing))، وزيادة الإشراف المجتمعي على أقسام الشرطة، ووضع مبادئ توجيهيّة أكثر صرامة لاستخدام القوة. أفاد مراسل صحيفة نيويورك تايمز جون إليجون أنّ بعض النشطاء أعربوا عن قلقهم من أنّ الحملة كانت مركّزة بشكل مفرط على العلاجات التشريعية لعنف الشرطة.